# Hyperion (hold)
A Hyperion a Szaturnusz 286 km-es, vöröses, sűrűn kráterezett, csuszamlásokkal tarkított holdja. Anyabolygójától 1 481 100 km-re kering, tömege 1,77·1019 kg. William Bond és George Bond amerikai csillagászok, és tőlük függetlenül William Lassell angol csillagász fedezte fel 1848-ban. A Naprendszer legnagyobb szabálytalan alakú holdja. Alakja valószínűleg meteorbecsapódás következtében alakult ki, melynek során tömege egy részét elvesztette. Albedója 0,3, tehát erősen szennyezett. Nevét a görög mitológia egyik titánja után kapta.

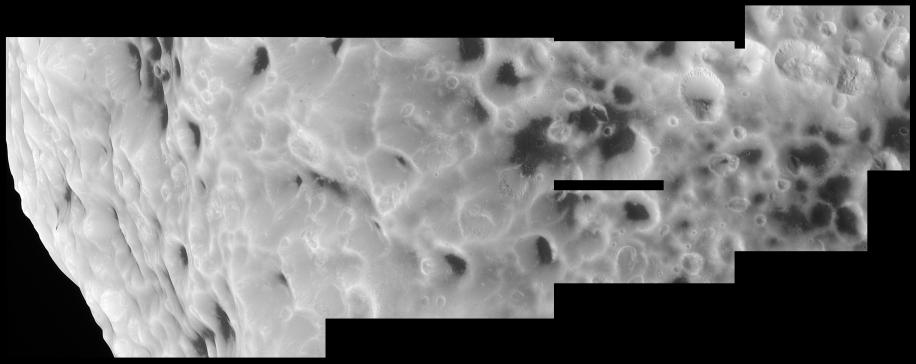
A Hyperion felszíne

A közelebbi Titán holddal dinamikus rezonanciában van: a Titán négy keringést tesz, mialatt a Hyperion hármat. A Titán nagyobb tömege folytán ráncigálja a Hyperiont, ami ennek következtében meglehetősen excentrikus pályán halad.
A másik érdekesség a hold meglehetősen szabálytalan „krumpli” alakja (360×280×225 km), a Naprendszerben ez a legnagyobb szabálytalan alakú hold.
Sűrűsége csak fele a vízének, amiből arra lehet következtetni, hogy belsejében üregek találhatók.
Alakjából és pályájából következően nincs állandó forgástengelye és forgási periódusa. A Naprendszer minden más égitestjétől eltérően a hold keringése kaotikus, melynek jellemzői havonta változhatnak. Elméleti számítások szerint a hold akár több ezer évig foroghat stabilan, amit szintén több ezer éves szabálytalan forgási időszak követ, és megjósolhatatlan, hogy éppen melyik állapotában van.